# قاذفة الأورال
قاذفة الأورال هو برنامج / مسابقة تصميم الطائرات الأولية لتطوير قاذفة طويلة المدى للوفتفافه، التي أنشأها وقادها الجنرال والتر فيفر في أوائل الثلاثينيات. مات في حادث تحطم طائرة في 3 يونيو 1936، وواصل خليفته ألبرت كيسلينج المشروع حتى ترك منصبه.
أدرك رئيس أركان لوفتفافه التي تم تشكيلها حديثًا في عام 1933 الأهمية التي قد يلعبها القصف الاستراتيجي في الحرب. في حرب مع الاتحاد السوفيتي، توقع أن القوات الألمانية لن تحاول التحرك بعيدًا جدًا شرق موسكو، الأمر الذي سيترك الكثير من صناعة جوزيف ستالين التي تم نقلها مؤخرًا بعيدًا عن متناول القاذفات الحالية. واقترح استخدام قاذفة إستراتيجية للحد من هذه المصانع، وإنهاء القدرة السوفيتية على القتال حتى دون الحاجة إلى تقدم القوات البرية.

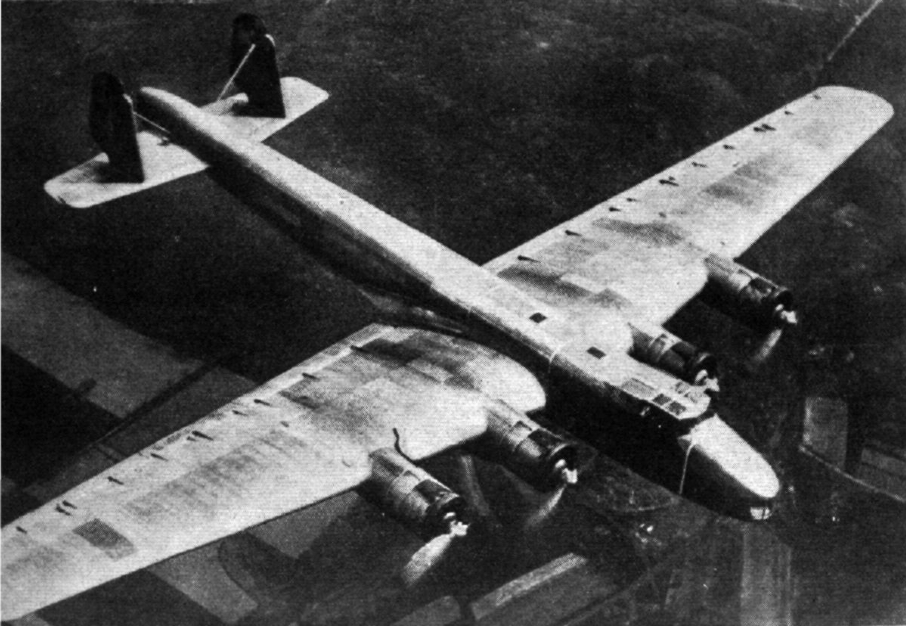
واحدة من النماذج الأولية Dornier Do 19 أثناء الطيران

في إطار برنامج قاذفات الأورال، بدأ محادثات سرية مع اثنين من الشركات الألمانية الرائدة في تصنيع الطائرات، دورنير ويونكرز، طالبين تصاميم قاذفة طويلة المدى. ردت الشركتان مع دورنير دو 19 19 ويونكرز يو 89 على التوالي وRLM (وزارة طيران الرايخ، "Reich Aviation Ministry") طلبت نماذج أولية للطائرتين في عام 1935.